# Гум'єль-де-Меркадо
Гум'єль-де-Меркадо (ісп. Gumiel de Mercado) — муніципалітет в Іспанії, у складі автономної спільноти Кастилія-і-Леон, у провінції Бургос. Населення — 401 особа (2010).
Муніципалітет розташований на відстані близько 150 км на північ від Мадрида, 65 км на південь від Бургоса.
На території муніципалітету розташовані такі населені пункти: (дані про населення за 2010 рік)
- Гум'єль-де-Меркадо: 360 осіб
- Вентосілья: 41 особа

## Демографія
Динаміка населення (INE ):